# Ruisseau du Lac au Lard
Ruisseau du Lac au Lard är ett vattendrag i Kanada.   Det ligger i provinsen Québec, i den sydöstra delen av landet, 300 km nordost om huvudstaden Ottawa.
I omgivningarna runt Ruisseau du Lac au Lard växer i huvudsak blandskog. Trakten runt Ruisseau du Lac au Lard är nära nog obefolkad, med mindre än två invånare per kvadratkilometer.